# Сімеон-Дені Пуассон
Сімео́н-Дені́ Пуассо́н (фр. Siméon-Denis Poisson) (21 червня 1781, Пітів'є, департамент Луаре, — 25 квітня 1840, Париж) — французький фізик і математик, член Паризької академії наук (1812), почесний член Петербурзької академії наук (1826).
Після закінчення в 1800 році Політехнічної школи в Парижі працював там же (з 1806 року професор). З 1809 року — професор Паризького університету.
Праці Пуассона відносяться до теоретичної і небесної механіки, математики і математичної фізики. Він вперше записав рівняння аналітичної механіки в складових імпульсу. У гідромеханіці Пуассон узагальнив рівняння Нав'є-Стокса на випадок руху стисливої в'язкої рідини з урахуванням теплопередачі. Розв'язав ряд задач теорії пружності, ввів коефіцієнт Пуассона і узагальнив рівняння теорії пружності на анізотропні тіла. У області небесної механіки досліджував стійкість руху планет Сонячної системи, займався розв'язком задач про збурення планетних орбіт і про рух Землі навколо її центру маси. У теорії потенціалу ввів рівняння Пуассона і застосував його до розв'язку задач з гравітації й електростатики. Пуассонові належать праці з інтегрального числення (інтеграл Пуассона), числення скінченних різниць (формула підсумовування Пуассона), теорії диференціальних рівнянь в частинних похідних, теорії ймовірностей, де він довів окремий випадок закону великих чисел і одну з граничних теорем (теорема Пуассона, розподіл Пуассона).
Досліджував питання теплопровідності, магнетизму, капілярності, розповсюдження звукових хвиль і балістики. Був переконаним прихильником атомізму Лапласа.